# Alfred Preißler
Alfred Preißler (Duisburg,  9 april 1921 –  aldaar, 15 juli 2003) was een Duits voetballer en -trainer.

## Biografie
Preißler begon zijn carrière bij Duisburger SC 1900. In 1944 wisselde hij dan naar Duisburger SpV, tot dan toe het succesvolste team uit de stad.In 1945 maakte hij de overstap naar Borussia Dortmund waar hij tot aan het einde van zijn carrière zou blijven, met uitzondering van de seizoenen 1950-1952 toen hij voor Preußen Münster speelde. Vanaf het seizoen 1954/55 vormde hij samen met Alfred Kelbassa en Alfred Niepieklo het legendarische trio die drie Alfredo's. In 1956 bereikte hij met Dortmund de finale om de titel tegen Karlsruher SC. Nadat de andere twee Alfredo's al gescoorde hadden maakte hij in de 53ste minuut de 3-1, uiteindelijk wonnen ze met 4-2. Het jaar erop verlengde de club zijn titel tegen Hamburger SV, opmerkelijk was dat in de finale exact hetzelfde team stond als het jaar ervoor. In 1959 beëindigde hij zijn carrière. Hij was in 1949 en 1950 topschutter geworden en is met 168 goals voor Dortmund nog altijd topschutter voor de club. Als international had hij geen grote carrière, hij werd in 1951 twee keer opgeroepen tegen Oostenrijk en Ierland en kon hierbij niet scoren.
Al tijdens de laatste jaren van zijn spelerscarrière werd hij ook trainer. In 1962 werd hij met Borussia Neunkirchen kampioen van de Oberliga Südwest. Hierna maakte hij de overstap naar Pirmasens waarmee hij in 1964 vicekampioen werd in de Regionalliga. Na drie jaar bij Wuppertal ging hij in 1968 naar Oberhausen en kon met deze club in 1969 de promotie naar de Bundesliga afdwingen. Na twee jaar vechten tegen degradatie keerde hij terug naar Neunkirchen waarmee hij in 1972 de titel won in de Regionalliga, echter kon hij geen promotie afdwingen. Hij sloot zijn carrière af bij Oberhausen dat inmiddels gedegradeerd was uit de Bundesliga.